# Bow Mar
Bow Mar is een plaats (town) in de Amerikaanse staat Colorado, en valt bestuurlijk gezien onder Arapahoe County en Jefferson County.

## Demografie
Bij de volkstelling in 2000 werd het aantal inwoners vastgesteld op 847.
In 2006 is het aantal inwoners door het United States Census Bureau geschat op 811, een daling van 36 (-4,3%).

## Geografie
Volgens het United States Census Bureau beslaat de plaats een oppervlakte van
2,2 km², waarvan 1,9 km² land en 0,3 km² water.

## Plaatsen in de nabije omgeving
De onderstaande figuur toont nabijgelegen plaatsen in een straal van 8 km rond Bow Mar.